# 沿江街道 (曲靖市)
沿江街道，是中华人民共和国云南省曲靖市麒麟区下辖的一个街道办事处。
2013年10月20日，云南省人民政府批复同意撤销沿江乡，设立沿江街道。

## 行政区划
沿江街道下辖以下地区：
余家屯社区、牛街社区、庄家圩社区、余家圩社区、四圩村、小坝圩村、新发村、鸡街村、大龙村和新圩村。